# Paliguana
Paliguana is een geslacht van uitgestorven lepidosauromorfe reptielen uit de Katberg-formatie (Beaufortgroep) uit de bovenste Lystrosaurus Assemblage Zone van het Laat-Perm tot Vroeg-Trias van Zuid-Afrika. De typesoort is Paliguana whitei, benoemd door Robert Broom in 1903. De geslachtsnaam betekent 'oude leguaan'. De soortaanduiding eert de ontdekker D. White. Het holotype is Albany Museum No. 3585, gevonden bij de Donnybrook Farm, een skelet met schedel.
Palinguana is een van de meest basale bekende Lepidosauromorpha.